# الفورونجي (الكمبري)
الفورونجي (باللاتينية: Furongian) وهي رابع فترة أو نسق والأخيرة من نظام الكمبري الجيولوجي، امتد من ≈ 497 إلى 486.85  ± 1.5 مليون سنة مضت، لمدة 10.15 مليون سنة تقريبا.

## التسمية
كان الفورونجي معروف سابقا باسم «النسق 4» من الكمبري وتم استبداله بالمصطلح الأقدم «الكمبري العلوي» ويعادل المصطلح المحلي «الهوناني» (Hunanian). وفي عام 2003 قامت اللجنة الدولية للطبقات باعتماد اسم «الفورونجي»، الذي يعود إلى كلمة «فورونج (芙蓉)» وتعني نبات «اللوتس» في الماندراين الصينية مشيرة إلى مقاطعة خونان المعروفة باسم «دولة اللوتس».

## المقطع النموذجي
تم تعريف قاعدة الفورونجي بنفس طريقة تحديد نقطة ومقطع طبقة الحدود العالمية لمرحلة البايبي. حيث أن كلاهما يبدأ بأول ظهور لثلاثية الفصوص غليبتاجنوستاس الشبكي (الاسم العلمي: Glyptagnostus reticulatus) منذ 497 مليون سنة. حدوده العليا هي نفس الحدود الدنيا ونقطة ومقطع طبقة الحدود العالمية لمرحلة التريمادوشي التي هي أول ظهور لمخروطية الأسنان ايابتوغناثوس فلوكتيفاغوس (الاسم العلمي: Iapetognathus fluctivagus) منذ 486.85 مليون سنة.

## الطبقات الحيوية
تم تعريف قاعدة مرحلتين من المراحل الثلاثة للفورونجي بأنها أول ظهور لثلاثية الفصوص. عرفت قاعدة البايبي بأول ظهور لـ«غليبتاجنوستاس الشبكي». وعرفت قاعدة الجيانغشاني بأول ظهور لاغنوستوتيس الشرقية (الاسم العلمي: Agnostotes orientalis). وبالنسبة للمرحلة 10 التي لم تسمى بعد بأول ظهور للوتاغنوستس الأمريكية (الاسم العلمي: Lotagnostus americanus). أو مخروطية الأسنان إيوكونودونتس نوتكباكنيسس (الاسم العلمي: Eoconodontus notchpeakensis).

## الأقسام الفرعية
| العصر      | الفترة      | المرحلة     | أهم الأحداث | البداية (م.س.مضت) |
| ---------- | ----------- | ----------- | --- | ----------------- |
| الأوردفيشي | المبكر      | التريمادوشي | أحدث | أحدث              |
| الكمبري    | الفورونجي   | المرحلة 10  | - أحداث جيولوجية: تناقص تدريجي في تكون جبال بيترمان في القارة الاسترالية (550 - 535 مليون سنة مظت). تكون جبال روس في القارة القطبية الجنوبية. نشوء جبال ديلاميرا (حوالي 514-490 مليون سنة مظت) في القارة الأسترالية. انفصلت بعض التضاريس الصغيرة عن غندوانا. كانت مستويات ثاني أكسيد الكربون في الغلاف الجوي تعادل تقريبا 15 ضعف ما هي عليه في وقتنا الحاضر (الهولوسيني) (6,000 جزء لكل مليون مقارنة باليوم 400 جزء لكل مليون). - أحداث حيوية : تنوع كبير في الحياة (تظهر الحفريات بشكل رئيسي ثنائيات التناظر) في الانفجار الكمبري مع زيادة مستويات الأكسجين. تعددت الأحافير؛ وظهور معظم الشعب الحيوان الحديثة (بما في ذلك المفصليات والرخويات والحلقيات وشوكيات الجلد ونصف الحبليات والحبليات). كثرة القدحيات القديمة الإسفنجية التي تبني الشعاب المرجانية؛ ثم تلاشت، حلت محلها الستروماتوليتات، ولكنها سرعان ما وقعت فريسة للثورة النباتية، عندما بدأت بعض الحيوانات في الحفر عبر الحصائر الميكروبية (مما أثر على بعض الحيوانات الأخرى أيضًا). ظهور وانتشار ارتيوبودا (بما في ذلك ثلاثيات الفصوص)، والديدان القضيبية، وعضديات الأرجل اللا مفصليّة، والهيوليثانات، والحيوانات الحزازية، والجرابتوليتات، وشوكيات الجلد الخماسية (مثل البلاستوزوا، والزنابقيات، وشوكيات الجلد الهائمات)، والعديد من الحيوانات الأخرى. هيمنة شعاعيات الأسنان المفترسة والعملاقة، بينا انقرض العديد من حيوانات العصر الإدياكاري. تنوع سريع للقشريات والرخويات. إستمرت بدائيات النوى، والطلائعيات (مثل المنخربات)، والفطريات والطحالب إلى يومنا هذا. ظهور الفقاريات من الحبليات السابقة. بدأت مفصليات الأرجل والنباتات الجنينية في استعمار الأرض. حدثت ثلاثة انقراضات منذ 517 و502 و488 مليون سنة، أدى الأول والأخير منها إلى القضاء على العديد من شعاعيات الأسنان، والمفصليات، والهيوليثيات، وعضديات الأرجل، والرخويات، ومخروطيات الأسنان (الفقاريات عديمة الفك المبكرة). | ≈491              |
| الكمبري    | الفورونجي   | الجيانغشاني | - أحداث جيولوجية: تناقص تدريجي في تكون جبال بيترمان في القارة الاسترالية (550 - 535 مليون سنة مظت). تكون جبال روس في القارة القطبية الجنوبية. نشوء جبال ديلاميرا (حوالي 514-490 مليون سنة مظت) في القارة الأسترالية. انفصلت بعض التضاريس الصغيرة عن غندوانا. كانت مستويات ثاني أكسيد الكربون في الغلاف الجوي تعادل تقريبا 15 ضعف ما هي عليه في وقتنا الحاضر (الهولوسيني) (6,000 جزء لكل مليون مقارنة باليوم 400 جزء لكل مليون). - أحداث حيوية : تنوع كبير في الحياة (تظهر الحفريات بشكل رئيسي ثنائيات التناظر) في الانفجار الكمبري مع زيادة مستويات الأكسجين. تعددت الأحافير؛ وظهور معظم الشعب الحيوان الحديثة (بما في ذلك المفصليات والرخويات والحلقيات وشوكيات الجلد ونصف الحبليات والحبليات). كثرة القدحيات القديمة الإسفنجية التي تبني الشعاب المرجانية؛ ثم تلاشت، حلت محلها الستروماتوليتات، ولكنها سرعان ما وقعت فريسة للثورة النباتية، عندما بدأت بعض الحيوانات في الحفر عبر الحصائر الميكروبية (مما أثر على بعض الحيوانات الأخرى أيضًا). ظهور وانتشار ارتيوبودا (بما في ذلك ثلاثيات الفصوص)، والديدان القضيبية، وعضديات الأرجل اللا مفصليّة، والهيوليثانات، والحيوانات الحزازية، والجرابتوليتات، وشوكيات الجلد الخماسية (مثل البلاستوزوا، والزنابقيات، وشوكيات الجلد الهائمات)، والعديد من الحيوانات الأخرى. هيمنة شعاعيات الأسنان المفترسة والعملاقة، بينا انقرض العديد من حيوانات العصر الإدياكاري. تنوع سريع للقشريات والرخويات. إستمرت بدائيات النوى، والطلائعيات (مثل المنخربات)، والفطريات والطحالب إلى يومنا هذا. ظهور الفقاريات من الحبليات السابقة. بدأت مفصليات الأرجل والنباتات الجنينية في استعمار الأرض. حدثت ثلاثة انقراضات منذ 517 و502 و488 مليون سنة، أدى الأول والأخير منها إلى القضاء على العديد من شعاعيات الأسنان، والمفصليات، والهيوليثيات، وعضديات الأرجل، والرخويات، ومخروطيات الأسنان (الفقاريات عديمة الفك المبكرة). | ≈494.2            |
| الكمبري    | الفورونجي   | البايبي     | - أحداث جيولوجية: تناقص تدريجي في تكون جبال بيترمان في القارة الاسترالية (550 - 535 مليون سنة مظت). تكون جبال روس في القارة القطبية الجنوبية. نشوء جبال ديلاميرا (حوالي 514-490 مليون سنة مظت) في القارة الأسترالية. انفصلت بعض التضاريس الصغيرة عن غندوانا. كانت مستويات ثاني أكسيد الكربون في الغلاف الجوي تعادل تقريبا 15 ضعف ما هي عليه في وقتنا الحاضر (الهولوسيني) (6,000 جزء لكل مليون مقارنة باليوم 400 جزء لكل مليون). - أحداث حيوية : تنوع كبير في الحياة (تظهر الحفريات بشكل رئيسي ثنائيات التناظر) في الانفجار الكمبري مع زيادة مستويات الأكسجين. تعددت الأحافير؛ وظهور معظم الشعب الحيوان الحديثة (بما في ذلك المفصليات والرخويات والحلقيات وشوكيات الجلد ونصف الحبليات والحبليات). كثرة القدحيات القديمة الإسفنجية التي تبني الشعاب المرجانية؛ ثم تلاشت، حلت محلها الستروماتوليتات، ولكنها سرعان ما وقعت فريسة للثورة النباتية، عندما بدأت بعض الحيوانات في الحفر عبر الحصائر الميكروبية (مما أثر على بعض الحيوانات الأخرى أيضًا). ظهور وانتشار ارتيوبودا (بما في ذلك ثلاثيات الفصوص)، والديدان القضيبية، وعضديات الأرجل اللا مفصليّة، والهيوليثانات، والحيوانات الحزازية، والجرابتوليتات، وشوكيات الجلد الخماسية (مثل البلاستوزوا، والزنابقيات، وشوكيات الجلد الهائمات)، والعديد من الحيوانات الأخرى. هيمنة شعاعيات الأسنان المفترسة والعملاقة، بينا انقرض العديد من حيوانات العصر الإدياكاري. تنوع سريع للقشريات والرخويات. إستمرت بدائيات النوى، والطلائعيات (مثل المنخربات)، والفطريات والطحالب إلى يومنا هذا. ظهور الفقاريات من الحبليات السابقة. بدأت مفصليات الأرجل والنباتات الجنينية في استعمار الأرض. حدثت ثلاثة انقراضات منذ 517 و502 و488 مليون سنة، أدى الأول والأخير منها إلى القضاء على العديد من شعاعيات الأسنان، والمفصليات، والهيوليثيات، وعضديات الأرجل، والرخويات، ومخروطيات الأسنان (الفقاريات عديمة الفك المبكرة). | ≈497              |
| الكمبري    | المياولينغي | الغوزانجي   | - أحداث جيولوجية: تناقص تدريجي في تكون جبال بيترمان في القارة الاسترالية (550 - 535 مليون سنة مظت). تكون جبال روس في القارة القطبية الجنوبية. نشوء جبال ديلاميرا (حوالي 514-490 مليون سنة مظت) في القارة الأسترالية. انفصلت بعض التضاريس الصغيرة عن غندوانا. كانت مستويات ثاني أكسيد الكربون في الغلاف الجوي تعادل تقريبا 15 ضعف ما هي عليه في وقتنا الحاضر (الهولوسيني) (6,000 جزء لكل مليون مقارنة باليوم 400 جزء لكل مليون). - أحداث حيوية : تنوع كبير في الحياة (تظهر الحفريات بشكل رئيسي ثنائيات التناظر) في الانفجار الكمبري مع زيادة مستويات الأكسجين. تعددت الأحافير؛ وظهور معظم الشعب الحيوان الحديثة (بما في ذلك المفصليات والرخويات والحلقيات وشوكيات الجلد ونصف الحبليات والحبليات). كثرة القدحيات القديمة الإسفنجية التي تبني الشعاب المرجانية؛ ثم تلاشت، حلت محلها الستروماتوليتات، ولكنها سرعان ما وقعت فريسة للثورة النباتية، عندما بدأت بعض الحيوانات في الحفر عبر الحصائر الميكروبية (مما أثر على بعض الحيوانات الأخرى أيضًا). ظهور وانتشار ارتيوبودا (بما في ذلك ثلاثيات الفصوص)، والديدان القضيبية، وعضديات الأرجل اللا مفصليّة، والهيوليثانات، والحيوانات الحزازية، والجرابتوليتات، وشوكيات الجلد الخماسية (مثل البلاستوزوا، والزنابقيات، وشوكيات الجلد الهائمات)، والعديد من الحيوانات الأخرى. هيمنة شعاعيات الأسنان المفترسة والعملاقة، بينا انقرض العديد من حيوانات العصر الإدياكاري. تنوع سريع للقشريات والرخويات. إستمرت بدائيات النوى، والطلائعيات (مثل المنخربات)، والفطريات والطحالب إلى يومنا هذا. ظهور الفقاريات من الحبليات السابقة. بدأت مفصليات الأرجل والنباتات الجنينية في استعمار الأرض. حدثت ثلاثة انقراضات منذ 517 و502 و488 مليون سنة، أدى الأول والأخير منها إلى القضاء على العديد من شعاعيات الأسنان، والمفصليات، والهيوليثيات، وعضديات الأرجل، والرخويات، ومخروطيات الأسنان (الفقاريات عديمة الفك المبكرة). | ≈500.5            |
| الكمبري    | المياولينغي | الدرومي     | - أحداث جيولوجية: تناقص تدريجي في تكون جبال بيترمان في القارة الاسترالية (550 - 535 مليون سنة مظت). تكون جبال روس في القارة القطبية الجنوبية. نشوء جبال ديلاميرا (حوالي 514-490 مليون سنة مظت) في القارة الأسترالية. انفصلت بعض التضاريس الصغيرة عن غندوانا. كانت مستويات ثاني أكسيد الكربون في الغلاف الجوي تعادل تقريبا 15 ضعف ما هي عليه في وقتنا الحاضر (الهولوسيني) (6,000 جزء لكل مليون مقارنة باليوم 400 جزء لكل مليون). - أحداث حيوية : تنوع كبير في الحياة (تظهر الحفريات بشكل رئيسي ثنائيات التناظر) في الانفجار الكمبري مع زيادة مستويات الأكسجين. تعددت الأحافير؛ وظهور معظم الشعب الحيوان الحديثة (بما في ذلك المفصليات والرخويات والحلقيات وشوكيات الجلد ونصف الحبليات والحبليات). كثرة القدحيات القديمة الإسفنجية التي تبني الشعاب المرجانية؛ ثم تلاشت، حلت محلها الستروماتوليتات، ولكنها سرعان ما وقعت فريسة للثورة النباتية، عندما بدأت بعض الحيوانات في الحفر عبر الحصائر الميكروبية (مما أثر على بعض الحيوانات الأخرى أيضًا). ظهور وانتشار ارتيوبودا (بما في ذلك ثلاثيات الفصوص)، والديدان القضيبية، وعضديات الأرجل اللا مفصليّة، والهيوليثانات، والحيوانات الحزازية، والجرابتوليتات، وشوكيات الجلد الخماسية (مثل البلاستوزوا، والزنابقيات، وشوكيات الجلد الهائمات)، والعديد من الحيوانات الأخرى. هيمنة شعاعيات الأسنان المفترسة والعملاقة، بينا انقرض العديد من حيوانات العصر الإدياكاري. تنوع سريع للقشريات والرخويات. إستمرت بدائيات النوى، والطلائعيات (مثل المنخربات)، والفطريات والطحالب إلى يومنا هذا. ظهور الفقاريات من الحبليات السابقة. بدأت مفصليات الأرجل والنباتات الجنينية في استعمار الأرض. حدثت ثلاثة انقراضات منذ 517 و502 و488 مليون سنة، أدى الأول والأخير منها إلى القضاء على العديد من شعاعيات الأسنان، والمفصليات، والهيوليثيات، وعضديات الأرجل، والرخويات، ومخروطيات الأسنان (الفقاريات عديمة الفك المبكرة). | ≈504.5            |
| الكمبري    | المياولينغي | الوليوي     | - أحداث جيولوجية: تناقص تدريجي في تكون جبال بيترمان في القارة الاسترالية (550 - 535 مليون سنة مظت). تكون جبال روس في القارة القطبية الجنوبية. نشوء جبال ديلاميرا (حوالي 514-490 مليون سنة مظت) في القارة الأسترالية. انفصلت بعض التضاريس الصغيرة عن غندوانا. كانت مستويات ثاني أكسيد الكربون في الغلاف الجوي تعادل تقريبا 15 ضعف ما هي عليه في وقتنا الحاضر (الهولوسيني) (6,000 جزء لكل مليون مقارنة باليوم 400 جزء لكل مليون). - أحداث حيوية : تنوع كبير في الحياة (تظهر الحفريات بشكل رئيسي ثنائيات التناظر) في الانفجار الكمبري مع زيادة مستويات الأكسجين. تعددت الأحافير؛ وظهور معظم الشعب الحيوان الحديثة (بما في ذلك المفصليات والرخويات والحلقيات وشوكيات الجلد ونصف الحبليات والحبليات). كثرة القدحيات القديمة الإسفنجية التي تبني الشعاب المرجانية؛ ثم تلاشت، حلت محلها الستروماتوليتات، ولكنها سرعان ما وقعت فريسة للثورة النباتية، عندما بدأت بعض الحيوانات في الحفر عبر الحصائر الميكروبية (مما أثر على بعض الحيوانات الأخرى أيضًا). ظهور وانتشار ارتيوبودا (بما في ذلك ثلاثيات الفصوص)، والديدان القضيبية، وعضديات الأرجل اللا مفصليّة، والهيوليثانات، والحيوانات الحزازية، والجرابتوليتات، وشوكيات الجلد الخماسية (مثل البلاستوزوا، والزنابقيات، وشوكيات الجلد الهائمات)، والعديد من الحيوانات الأخرى. هيمنة شعاعيات الأسنان المفترسة والعملاقة، بينا انقرض العديد من حيوانات العصر الإدياكاري. تنوع سريع للقشريات والرخويات. إستمرت بدائيات النوى، والطلائعيات (مثل المنخربات)، والفطريات والطحالب إلى يومنا هذا. ظهور الفقاريات من الحبليات السابقة. بدأت مفصليات الأرجل والنباتات الجنينية في استعمار الأرض. حدثت ثلاثة انقراضات منذ 517 و502 و488 مليون سنة، أدى الأول والأخير منها إلى القضاء على العديد من شعاعيات الأسنان، والمفصليات، والهيوليثيات، وعضديات الأرجل، والرخويات، ومخروطيات الأسنان (الفقاريات عديمة الفك المبكرة). | ≈506.5            |
| الكمبري    | النسق 2     | المرحلة 4   | - أحداث جيولوجية: تناقص تدريجي في تكون جبال بيترمان في القارة الاسترالية (550 - 535 مليون سنة مظت). تكون جبال روس في القارة القطبية الجنوبية. نشوء جبال ديلاميرا (حوالي 514-490 مليون سنة مظت) في القارة الأسترالية. انفصلت بعض التضاريس الصغيرة عن غندوانا. كانت مستويات ثاني أكسيد الكربون في الغلاف الجوي تعادل تقريبا 15 ضعف ما هي عليه في وقتنا الحاضر (الهولوسيني) (6,000 جزء لكل مليون مقارنة باليوم 400 جزء لكل مليون). - أحداث حيوية : تنوع كبير في الحياة (تظهر الحفريات بشكل رئيسي ثنائيات التناظر) في الانفجار الكمبري مع زيادة مستويات الأكسجين. تعددت الأحافير؛ وظهور معظم الشعب الحيوان الحديثة (بما في ذلك المفصليات والرخويات والحلقيات وشوكيات الجلد ونصف الحبليات والحبليات). كثرة القدحيات القديمة الإسفنجية التي تبني الشعاب المرجانية؛ ثم تلاشت، حلت محلها الستروماتوليتات، ولكنها سرعان ما وقعت فريسة للثورة النباتية، عندما بدأت بعض الحيوانات في الحفر عبر الحصائر الميكروبية (مما أثر على بعض الحيوانات الأخرى أيضًا). ظهور وانتشار ارتيوبودا (بما في ذلك ثلاثيات الفصوص)، والديدان القضيبية، وعضديات الأرجل اللا مفصليّة، والهيوليثانات، والحيوانات الحزازية، والجرابتوليتات، وشوكيات الجلد الخماسية (مثل البلاستوزوا، والزنابقيات، وشوكيات الجلد الهائمات)، والعديد من الحيوانات الأخرى. هيمنة شعاعيات الأسنان المفترسة والعملاقة، بينا انقرض العديد من حيوانات العصر الإدياكاري. تنوع سريع للقشريات والرخويات. إستمرت بدائيات النوى، والطلائعيات (مثل المنخربات)، والفطريات والطحالب إلى يومنا هذا. ظهور الفقاريات من الحبليات السابقة. بدأت مفصليات الأرجل والنباتات الجنينية في استعمار الأرض. حدثت ثلاثة انقراضات منذ 517 و502 و488 مليون سنة، أدى الأول والأخير منها إلى القضاء على العديد من شعاعيات الأسنان، والمفصليات، والهيوليثيات، وعضديات الأرجل، والرخويات، ومخروطيات الأسنان (الفقاريات عديمة الفك المبكرة). | ≈514.5            |
| الكمبري    | النسق 2     | المرحلة 3   | - أحداث جيولوجية: تناقص تدريجي في تكون جبال بيترمان في القارة الاسترالية (550 - 535 مليون سنة مظت). تكون جبال روس في القارة القطبية الجنوبية. نشوء جبال ديلاميرا (حوالي 514-490 مليون سنة مظت) في القارة الأسترالية. انفصلت بعض التضاريس الصغيرة عن غندوانا. كانت مستويات ثاني أكسيد الكربون في الغلاف الجوي تعادل تقريبا 15 ضعف ما هي عليه في وقتنا الحاضر (الهولوسيني) (6,000 جزء لكل مليون مقارنة باليوم 400 جزء لكل مليون). - أحداث حيوية : تنوع كبير في الحياة (تظهر الحفريات بشكل رئيسي ثنائيات التناظر) في الانفجار الكمبري مع زيادة مستويات الأكسجين. تعددت الأحافير؛ وظهور معظم الشعب الحيوان الحديثة (بما في ذلك المفصليات والرخويات والحلقيات وشوكيات الجلد ونصف الحبليات والحبليات). كثرة القدحيات القديمة الإسفنجية التي تبني الشعاب المرجانية؛ ثم تلاشت، حلت محلها الستروماتوليتات، ولكنها سرعان ما وقعت فريسة للثورة النباتية، عندما بدأت بعض الحيوانات في الحفر عبر الحصائر الميكروبية (مما أثر على بعض الحيوانات الأخرى أيضًا). ظهور وانتشار ارتيوبودا (بما في ذلك ثلاثيات الفصوص)، والديدان القضيبية، وعضديات الأرجل اللا مفصليّة، والهيوليثانات، والحيوانات الحزازية، والجرابتوليتات، وشوكيات الجلد الخماسية (مثل البلاستوزوا، والزنابقيات، وشوكيات الجلد الهائمات)، والعديد من الحيوانات الأخرى. هيمنة شعاعيات الأسنان المفترسة والعملاقة، بينا انقرض العديد من حيوانات العصر الإدياكاري. تنوع سريع للقشريات والرخويات. إستمرت بدائيات النوى، والطلائعيات (مثل المنخربات)، والفطريات والطحالب إلى يومنا هذا. ظهور الفقاريات من الحبليات السابقة. بدأت مفصليات الأرجل والنباتات الجنينية في استعمار الأرض. حدثت ثلاثة انقراضات منذ 517 و502 و488 مليون سنة، أدى الأول والأخير منها إلى القضاء على العديد من شعاعيات الأسنان، والمفصليات، والهيوليثيات، وعضديات الأرجل، والرخويات، ومخروطيات الأسنان (الفقاريات عديمة الفك المبكرة). | ≈521              |
| الكمبري    | التيرينيفي  | المرحلة 2   | - أحداث جيولوجية: تناقص تدريجي في تكون جبال بيترمان في القارة الاسترالية (550 - 535 مليون سنة مظت). تكون جبال روس في القارة القطبية الجنوبية. نشوء جبال ديلاميرا (حوالي 514-490 مليون سنة مظت) في القارة الأسترالية. انفصلت بعض التضاريس الصغيرة عن غندوانا. كانت مستويات ثاني أكسيد الكربون في الغلاف الجوي تعادل تقريبا 15 ضعف ما هي عليه في وقتنا الحاضر (الهولوسيني) (6,000 جزء لكل مليون مقارنة باليوم 400 جزء لكل مليون). - أحداث حيوية : تنوع كبير في الحياة (تظهر الحفريات بشكل رئيسي ثنائيات التناظر) في الانفجار الكمبري مع زيادة مستويات الأكسجين. تعددت الأحافير؛ وظهور معظم الشعب الحيوان الحديثة (بما في ذلك المفصليات والرخويات والحلقيات وشوكيات الجلد ونصف الحبليات والحبليات). كثرة القدحيات القديمة الإسفنجية التي تبني الشعاب المرجانية؛ ثم تلاشت، حلت محلها الستروماتوليتات، ولكنها سرعان ما وقعت فريسة للثورة النباتية، عندما بدأت بعض الحيوانات في الحفر عبر الحصائر الميكروبية (مما أثر على بعض الحيوانات الأخرى أيضًا). ظهور وانتشار ارتيوبودا (بما في ذلك ثلاثيات الفصوص)، والديدان القضيبية، وعضديات الأرجل اللا مفصليّة، والهيوليثانات، والحيوانات الحزازية، والجرابتوليتات، وشوكيات الجلد الخماسية (مثل البلاستوزوا، والزنابقيات، وشوكيات الجلد الهائمات)، والعديد من الحيوانات الأخرى. هيمنة شعاعيات الأسنان المفترسة والعملاقة، بينا انقرض العديد من حيوانات العصر الإدياكاري. تنوع سريع للقشريات والرخويات. إستمرت بدائيات النوى، والطلائعيات (مثل المنخربات)، والفطريات والطحالب إلى يومنا هذا. ظهور الفقاريات من الحبليات السابقة. بدأت مفصليات الأرجل والنباتات الجنينية في استعمار الأرض. حدثت ثلاثة انقراضات منذ 517 و502 و488 مليون سنة، أدى الأول والأخير منها إلى القضاء على العديد من شعاعيات الأسنان، والمفصليات، والهيوليثيات، وعضديات الأرجل، والرخويات، ومخروطيات الأسنان (الفقاريات عديمة الفك المبكرة). | ≈529              |
| الكمبري    | التيرينيفي  | الفورتوني   | - أحداث جيولوجية: تناقص تدريجي في تكون جبال بيترمان في القارة الاسترالية (550 - 535 مليون سنة مظت). تكون جبال روس في القارة القطبية الجنوبية. نشوء جبال ديلاميرا (حوالي 514-490 مليون سنة مظت) في القارة الأسترالية. انفصلت بعض التضاريس الصغيرة عن غندوانا. كانت مستويات ثاني أكسيد الكربون في الغلاف الجوي تعادل تقريبا 15 ضعف ما هي عليه في وقتنا الحاضر (الهولوسيني) (6,000 جزء لكل مليون مقارنة باليوم 400 جزء لكل مليون). - أحداث حيوية : تنوع كبير في الحياة (تظهر الحفريات بشكل رئيسي ثنائيات التناظر) في الانفجار الكمبري مع زيادة مستويات الأكسجين. تعددت الأحافير؛ وظهور معظم الشعب الحيوان الحديثة (بما في ذلك المفصليات والرخويات والحلقيات وشوكيات الجلد ونصف الحبليات والحبليات). كثرة القدحيات القديمة الإسفنجية التي تبني الشعاب المرجانية؛ ثم تلاشت، حلت محلها الستروماتوليتات، ولكنها سرعان ما وقعت فريسة للثورة النباتية، عندما بدأت بعض الحيوانات في الحفر عبر الحصائر الميكروبية (مما أثر على بعض الحيوانات الأخرى أيضًا). ظهور وانتشار ارتيوبودا (بما في ذلك ثلاثيات الفصوص)، والديدان القضيبية، وعضديات الأرجل اللا مفصليّة، والهيوليثانات، والحيوانات الحزازية، والجرابتوليتات، وشوكيات الجلد الخماسية (مثل البلاستوزوا، والزنابقيات، وشوكيات الجلد الهائمات)، والعديد من الحيوانات الأخرى. هيمنة شعاعيات الأسنان المفترسة والعملاقة، بينا انقرض العديد من حيوانات العصر الإدياكاري. تنوع سريع للقشريات والرخويات. إستمرت بدائيات النوى، والطلائعيات (مثل المنخربات)، والفطريات والطحالب إلى يومنا هذا. ظهور الفقاريات من الحبليات السابقة. بدأت مفصليات الأرجل والنباتات الجنينية في استعمار الأرض. حدثت ثلاثة انقراضات منذ 517 و502 و488 مليون سنة، أدى الأول والأخير منها إلى القضاء على العديد من شعاعيات الأسنان، والمفصليات، والهيوليثيات، وعضديات الأرجل، والرخويات، ومخروطيات الأسنان (الفقاريات عديمة الفك المبكرة). | 538.8 ± 0.6       |
| الإدياكاري | أقدم        | أقدم        | أقدم | أقدم              |

تم تقسيم المياولينغي بواسطة اللجنة الدولية للطبقات لثلاث مراحل (من الأدنى للأعلي):
- البايبي: ≈ 497 إلى≈ 494.2 مليون سنة مضت، لمدة 2.8 مليون سنة تقريبا[5][6]
- الجيانغشاني: ≈ 494.2 إلى≈ 491 مليون سنة مضت، لمدة 3.2 مليون سنة تقريبا[5][6]
- المرحلة 10 : ≈ 491 إلى 486.85  ± 1.5 مليون سنة مضت، لمدة 4.15 مليون سنة تقريبا[5][6]